# Пьомбино-Дезе
Пьомбино-Дезе (итал. Piombino Dese) — коммуна в Италии, располагается в провинции Падуя области Венеция.
Население составляет 8603 человека, плотность населения составляет 297 чел./км². Занимает площадь 29 км². Почтовый индекс — 35017. Телефонный код — 049.
Покровителем коммуны почитается святой Иосиф Обручник, празднование 19 марта.